# فوکوشیما ماسانوری

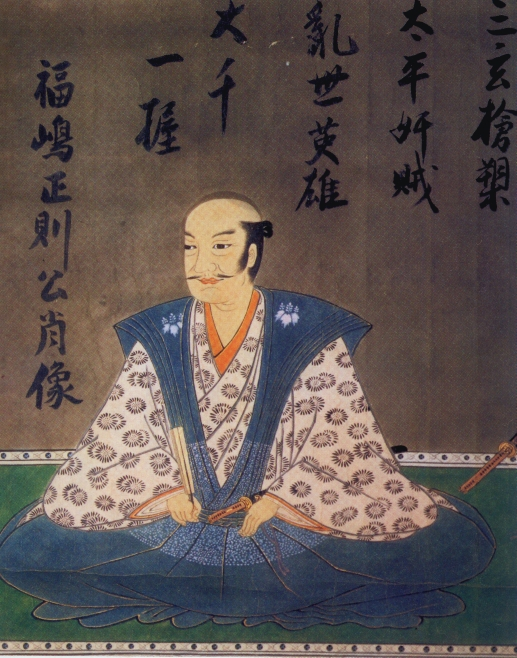
فوکوشیما ماسانوری

فوکوشیما ماسانوری (به ژاپنی: 福島 正則 Fukushima Masanori) (۱۵۲۴ – ۱۵۶۱ – ۲۶ اوت ) یک دایمیو در دوره آزوچی–مومویاما و اوایل دوره ادو بود. او یکی از پشتیبانان تویوتومی هیده‌یوشی بود که در نبرد شیزوگاتاکه در جبههٔ او جنگید و جزو یکی از هفت نیزه‌دار شیزوگاتاکه به شمار می‌آید.